# Volby do Slovenské národní rady 1971
Volby do Slovenské národní rady 1971 proběhly 26. a 27. listopadu 1971.

## Volební výsledky
| Subjekt                        | Počet hlasů | Odevzdané v % | Platných hlasů | Platné v % | PM  |
| ------------------------------ | ----------- | ------------- | -------------- | ---------- | --- |
| Národní fronta Čechů a Slováků | 2 989 273   | 99, 5%        |                | %          | 150 |

Ve volbách mohlo volit celkem 3 002 948 oprávněných vloličů. 